# Великий восток Бельгии
Великий восток Бельгии (ВВБ) (фр. Grand Orient de Belgique) — самая большая и самая старая масонская организация в Бельгии. Великий восток Бельгии был создан 23 февраля 1833 года.

## История ВВБ
В ходе произошедших изменений 23 февраля 1833 года «Великая директориальная ложа юга Нидерландов» была преобразована в Великий восток Бельгии. При этом ложа получила покровительство и защиту короля Леопольда I, который, как полагают, был масоном.
Это послушание в настоящее время самое большое в Бельгии. На 1 марта 2012 года в составе ВВБ находилось 110 лож (так называемых синих или символических лож), которые объединяют более 10 000 масонов. Из 110 лож 29 находятся на севере, 34 в Брюсселе, 45 на юге, и одна в Бужумбура, столице государства Бурунди. В настоящее время нет немецких лож, которые работали бы под эгидой Великого востока Бельгии. Средний возраст братьев составляет 60 лет, средний возраст братьев, когда они приходят в братство и проходят инициацию — 44 года.
Великий восток Бельгии был до 2020 года исключительно мужским послушанием. Ложи имели право самостоятельно решать вопрос о приглашении сестёр в качестве гостей на свои работы.
Большинство лож, работающих в ВВБ, использует Французский устав. Некоторые ложи работают по Древнему и принятому шотландскому уставу.
В Великом востоке Бельгии произошло разделение в 1959 году, которое привело к созданию Великой ложи Бельгии (ВЛБ), и которая также разделилась в 1979 году, когда 9 лож, выйдя из состава ВЛБ, создали Великую регулярную ложу Бельгии, единственное послушание в Бельгии, которое признаётся в настоящее время Объединённой великой ложей Англии.

## Смешанность
Когда был создан Великий восток Бельгии, то он был исключительно мужским послушанием, и его ложи посвящали только мужчин. Однако ложи имели право приглашать сестёр на собрания своих лож.
В сентябре 2009 года, Бертран Фондю, тогдашний великий мастер ВВБ, заявил, ссылаясь на внутреннюю исследовательскую комиссию по смешанности, что ложи могут менять тип послушания на смешанные, мужские или женские. Юридическое отражение решения Великой коллегии Великого востока Бельгии было публиковано в прессе и закрепило позицию в пользу смешанности.
В воскресенье, 16 февраля 2020 года, историческое внеочередное общее собрание, состоящее из всех представителей послушания, большинством в 70 % проголосовало за внесение изменений в конституцию и регламент Великого востока Бельгии. Отныне, он становится конфедерацией, состоящей из мужской, смешанной и женской федераций.

## Участие в международных организациях
26 декабря 1998 года в Брюсселе Великий восток Франции и Великий восток Бельгии создали SIMPA (Международный секретариат масонских адогматических послушаний (фр. Secrétariat international Maçonnique des Puissances Adogmatiques) после того, как они вышли из другой масонской организации — CLIPSAS.

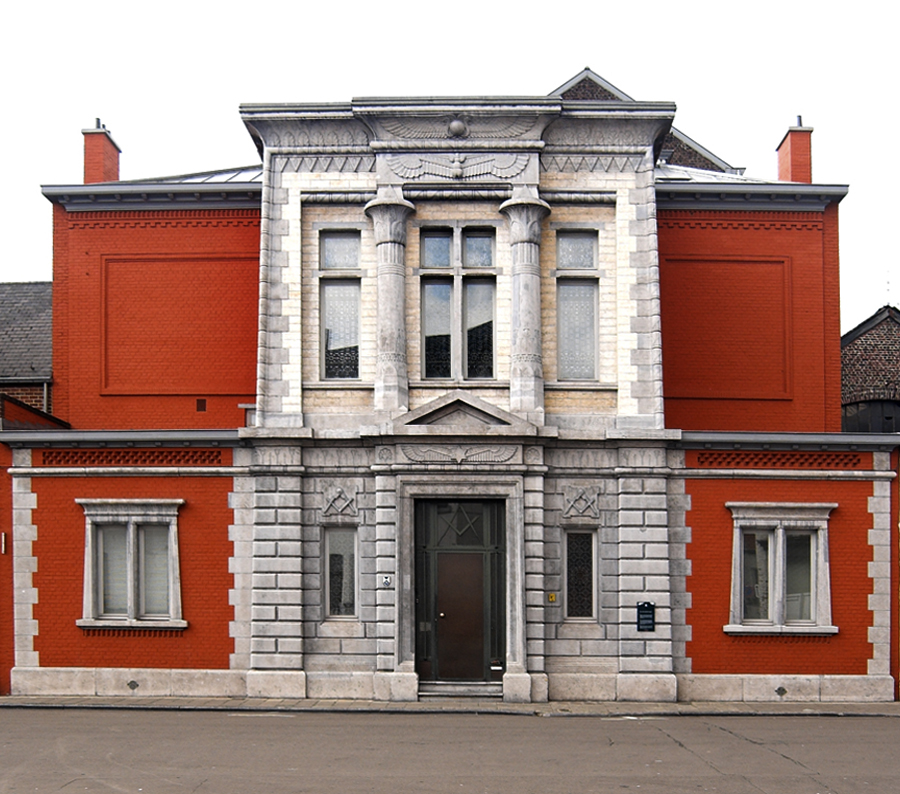
Здание ложи «Идеальный союз»
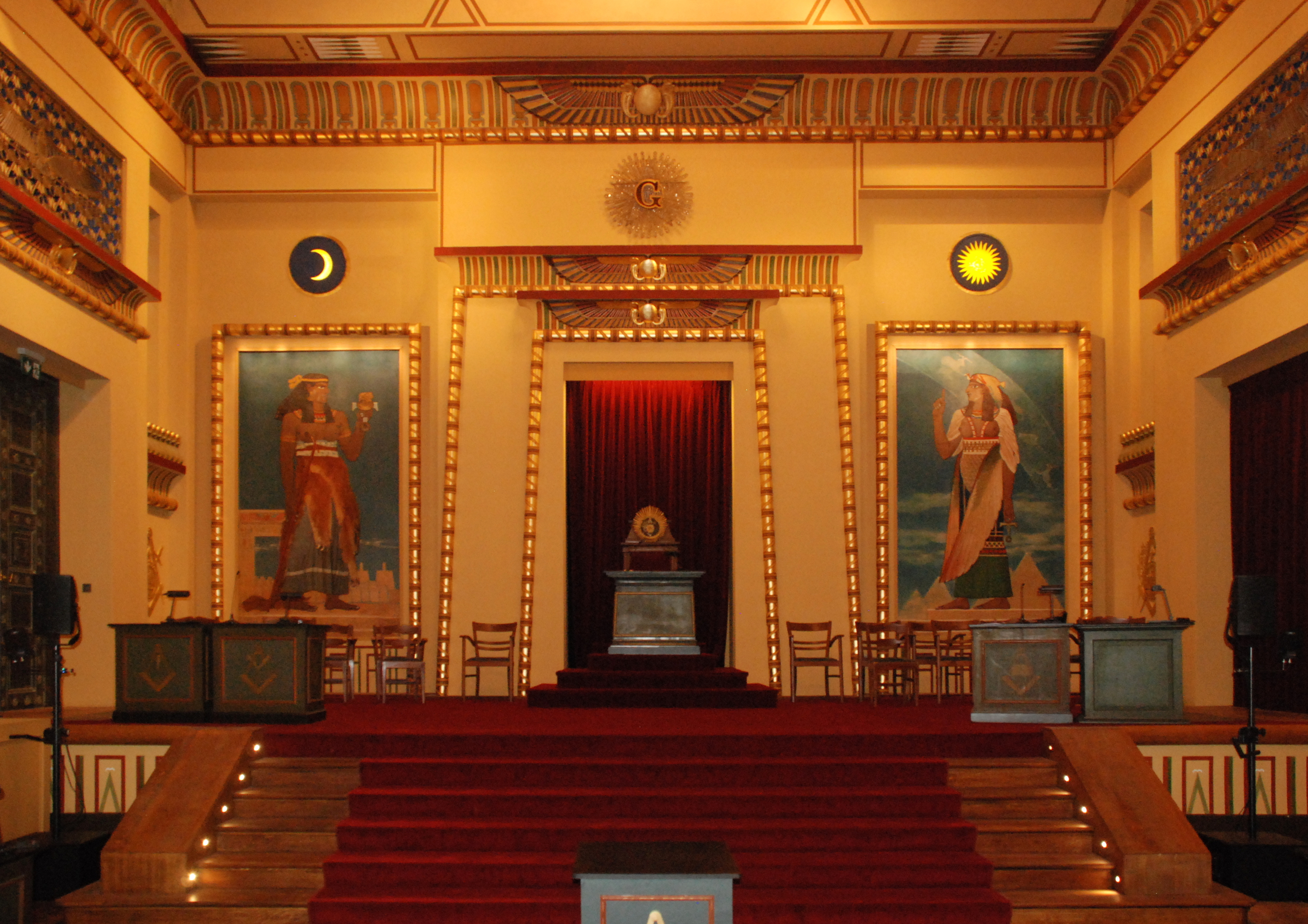
Интерьер ложи «Друзья филантропии» в Брюсселе
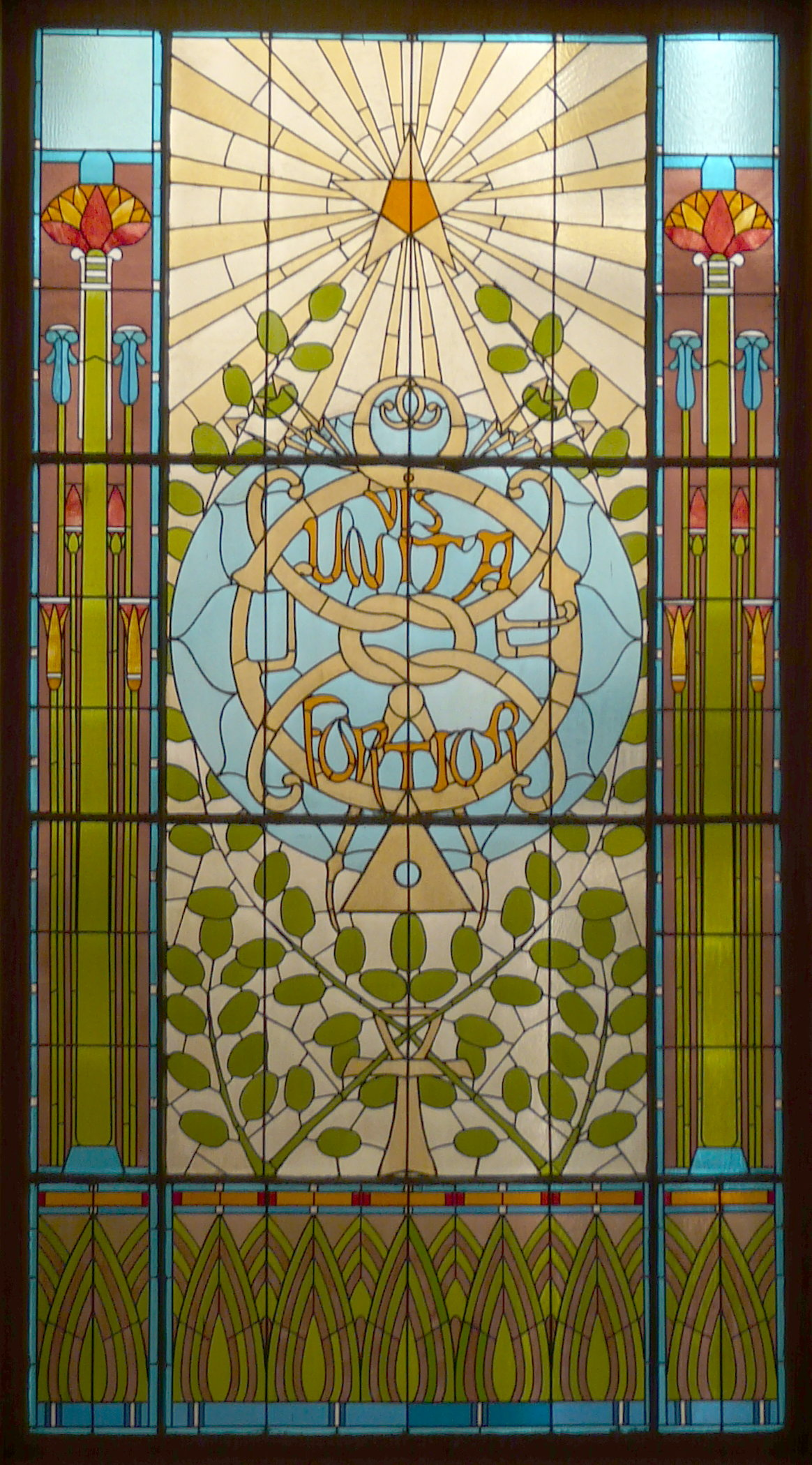
Витраж в здании ложи «Единение и филантропия»

## Известные масоны ВВБ
Список масонов, в разное время состоявших в ложах ВВБ:
- Вьетан, Анри, 1820—1881.
- Костер, Шарль Теодор Анри де, 1827—1879.
- Борде, Жюль, 1870—1961.
- Госсек, Франсуа Жозеф, 1734—1829.
- Орта, Виктор, 1861—1947.
- Лафонтен, Анри, 1854—1943. — лауреат Нобелевской премии мира за 1913 год.
- Линь, Шарль-Жозеф де, 1735—1814.
- Менье, Константин, 1831—1905.
- Ропс, Фелисьен, 1833—1898.
- Вандервельде, Эмиль, 1866—1938.
- Jules Anspach, 1829—1879.
- François Bovesse, 1890—1944.
- Auguste Buisseret, 1888—1965.
- Léo Campion, 1905—1992.
- Eugène Goblet d’Alviella, 1846—1925.
- Hervé Hasquin, 1942.
- Charles Magnette, 1863—1937.
- Louis Michel, 1947.
- Edmond Picard, 1836—1924.
- Goswin de Stassart, 1780—1854. — первый Великий мастер с 1833 по 1841 год.
- Auguste van Dievoet, 1803—1865.
- Henri van Dievoet, 1869—1931.
- Théodore Verhaegen, 1796—1862. Великий мастер с 1854 по 1862 год.
- Jules Hiernaux, 1881—1944. Великой мастер 1937 по 1939 год.
- Robert Hamaide, — Великий мастер с 1954 по 1957 год.

Великие мастера ВВБ
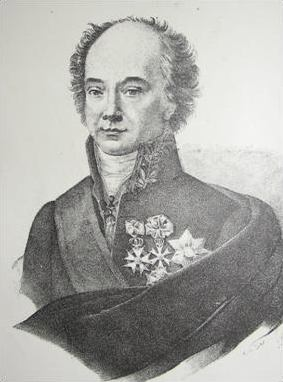
Goswin de Stassart.
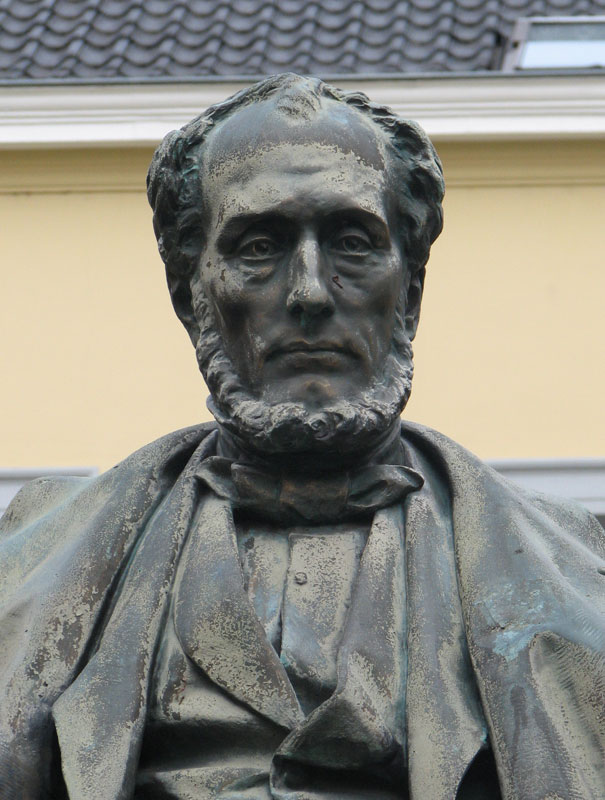
Eugène Defacqz.
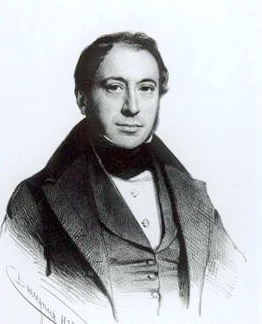
Théodore Verhaegen.
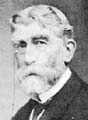
Eugène Goblet d'Alviella.
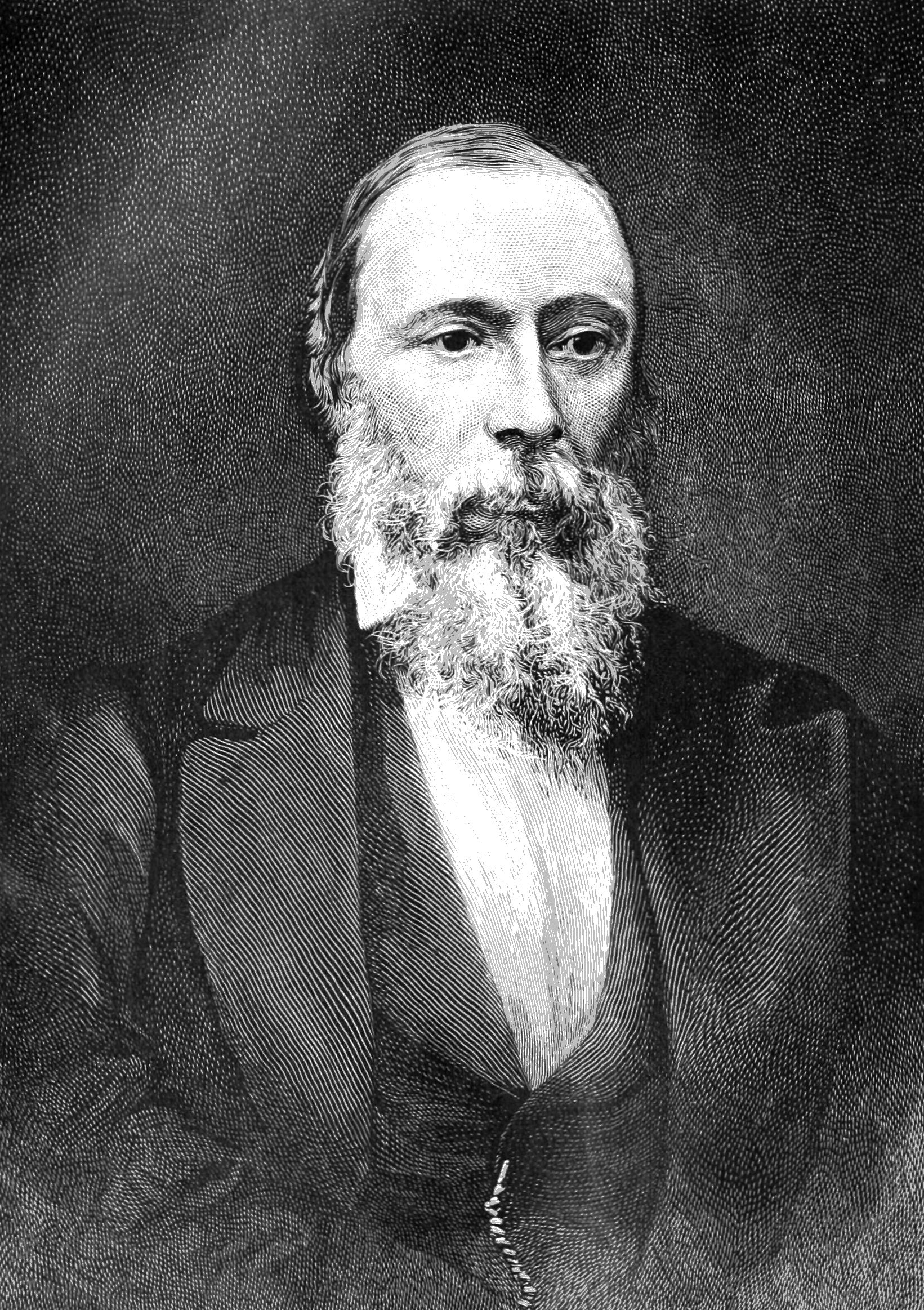
Jean-Charles Houzeau de Lehaie.
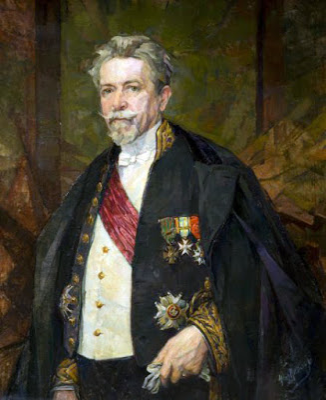
Charles Magnette